# Schloss Kériolet

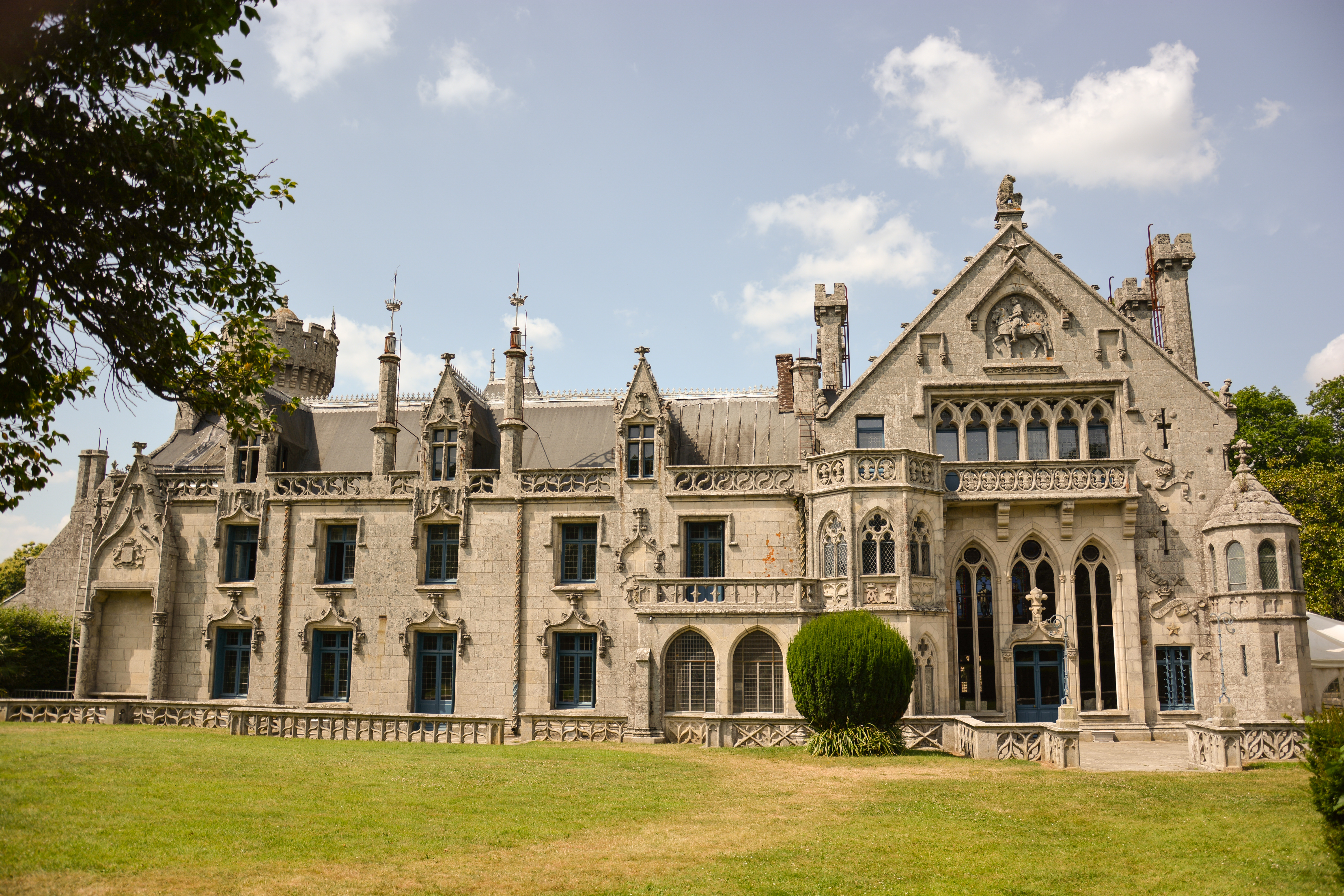
Südseite von Kériolet

Das Schloss Kériolet (französisch Château de Kériolet), auch Keriolet (ohne Accent) geschrieben, ist ein bretonisches Schloss in Concarneau im französischen Département Finistère.

## Geschichte

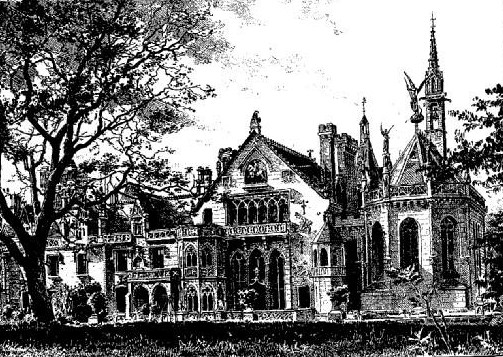
Historische Ansicht, rechts die nicht mehr existierende Kapelle

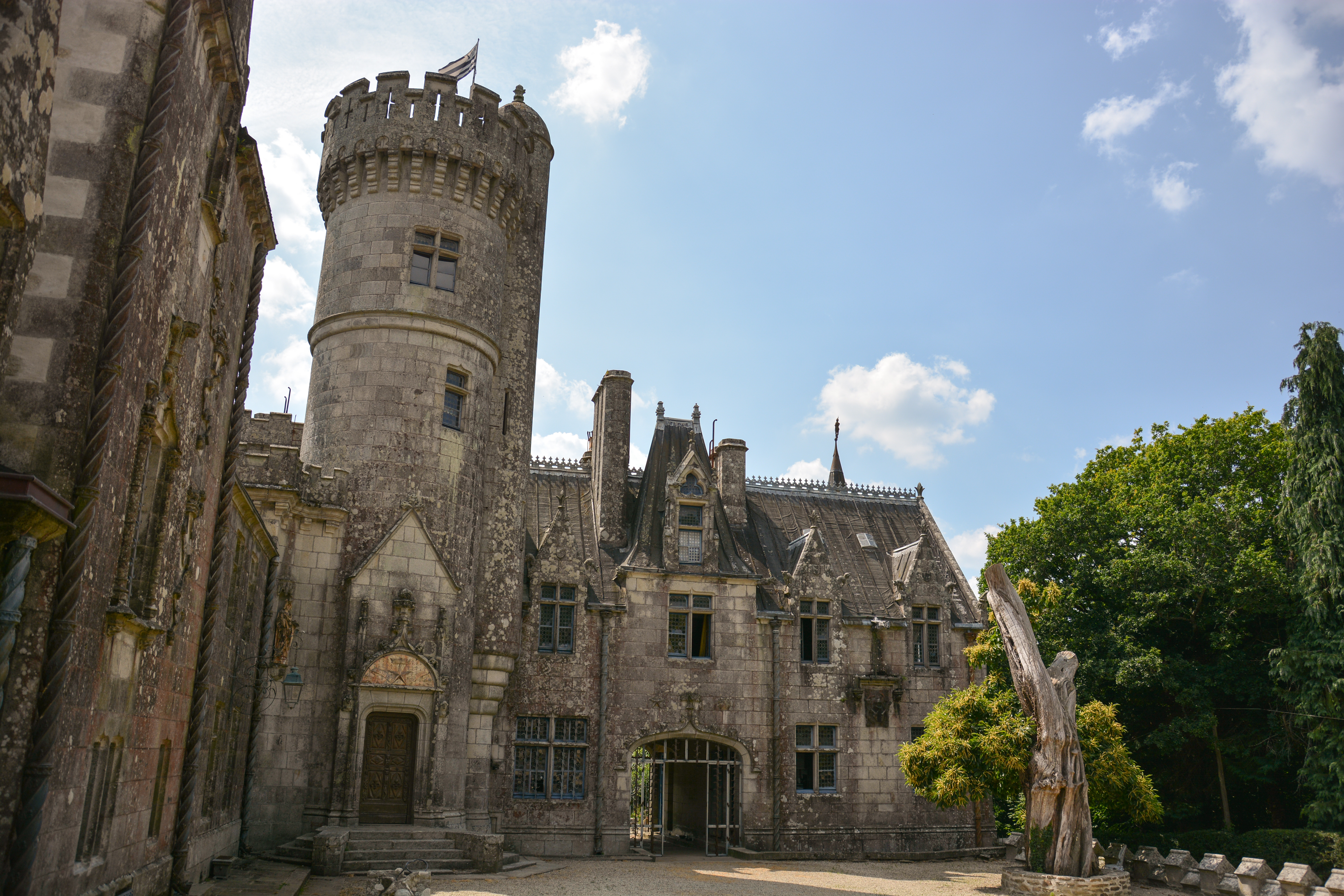
Hofseite

Das ursprüngliche Herrenhaus Kériolet wurde im frühen 13. Jahrhundert errichtet. 1862 erwarb die russische Hofdame Sinaida Iwanowna Jussupowa das Schloss für ihren Ehemann Charles Chauveau und ließ es ab dem folgenden Jahr in neogotischem Stil ausbauen. Die Arbeiten wurden von dem französischen Architekten Joseph Bigot geleitet. Sinaida Iwanowna Jussupowa hielt sich nur im Sommer in Kériolet auf, im Winter lebte sie in Paris. Charles Chauveau lebte ganzjährig in Kériolet. Er starb 1889 und vererbte das Schloss an seine Schwester. Sinaida Jussupowa kaufte Kériolet zurück und schenkte es dem Département Finistère mit der Auflage, ein Museum einzurichten und nichts zu verändern. Da diese Auflagen nicht vollständig eingehalten wurden, klagte der im französischen Exil lebende Rasputin-Attentäter Felix Jussupow, der Urenkel von Sinaida Jussupowa, auf Rückgabe des Schlosses und war damit schließlich erfolgreich. 1971 wurde Kériolet an die Stadt Concarneau verkauft. Seit 1988 ist Christophe Lévèque der Eigentümer und lässt das Schloss schrittweise restaurieren.
Das Schloss steht seit dem 21. Dezember 1984 unter Denkmalschutz (Monument historique).

## Architektur

### Außengestaltung
Das Schloss liegt in einem Park, vor der Südseite befindet sich eine große Wiese. Im Park stehen Denkmale für König Karl VIII. und Anne de Bretagne. Die repräsentative Südfassade greift mehrere bretonische Motive auf. Eine ursprünglich an der Westseite stehende orthodoxe Kapelle wurde 1954 abgetragen. Auf der Hofseite steht ein stilisierter Wachturm, der dem Personal als Unterkunft diente. Zur Anlage gehört zudem ein Wachgebäude, in dem heute die Kasse untergebracht ist.

### Inneneinrichtung
Der Ballsaal erstreckt sich über zwei Etagen. Ein vermeintlicher Stammbaum zeigt die Herkunft von Charles Chauveau. Chauveneau war allerdings bürgerlicher Herkunft, seine Adelstitel hatte Sinaida Jussupow für ihn gekauft. Im Obergeschoss befindet sich ein Balkon, von dem aus Sinaida Jussupowa Feste, an denen sie altersbedingt nicht mehr teilnahm, beobachtete. Die Rüstkammer ist Teil des Vorgängerbaus aus dem Mittelalter und auch entsprechend eingerichtet. Die nach Süden zum Park ausgerichtete Lounge war das Lieblingszimmer von Sinaida Jussupowa. In ihm befindet sich u. a. ein Porträt von ihr. Das Esszimmer verfügt über eine blau ausgekleidete Decke mit Lilienmotiven, dem Wappen der Bourbonen. Die Wände der Küche sind mit handbemalten Fayencen verkleidet. Die Küche hat keinen Wasseranschluss. Das erforderliche Wasser wurde aus einem Brunnen gewonnen, der heute in der Ville close von Concarneau steht. Die Krypta diente der Beheizung des Schlosses durch eine Fußbodenheizung.

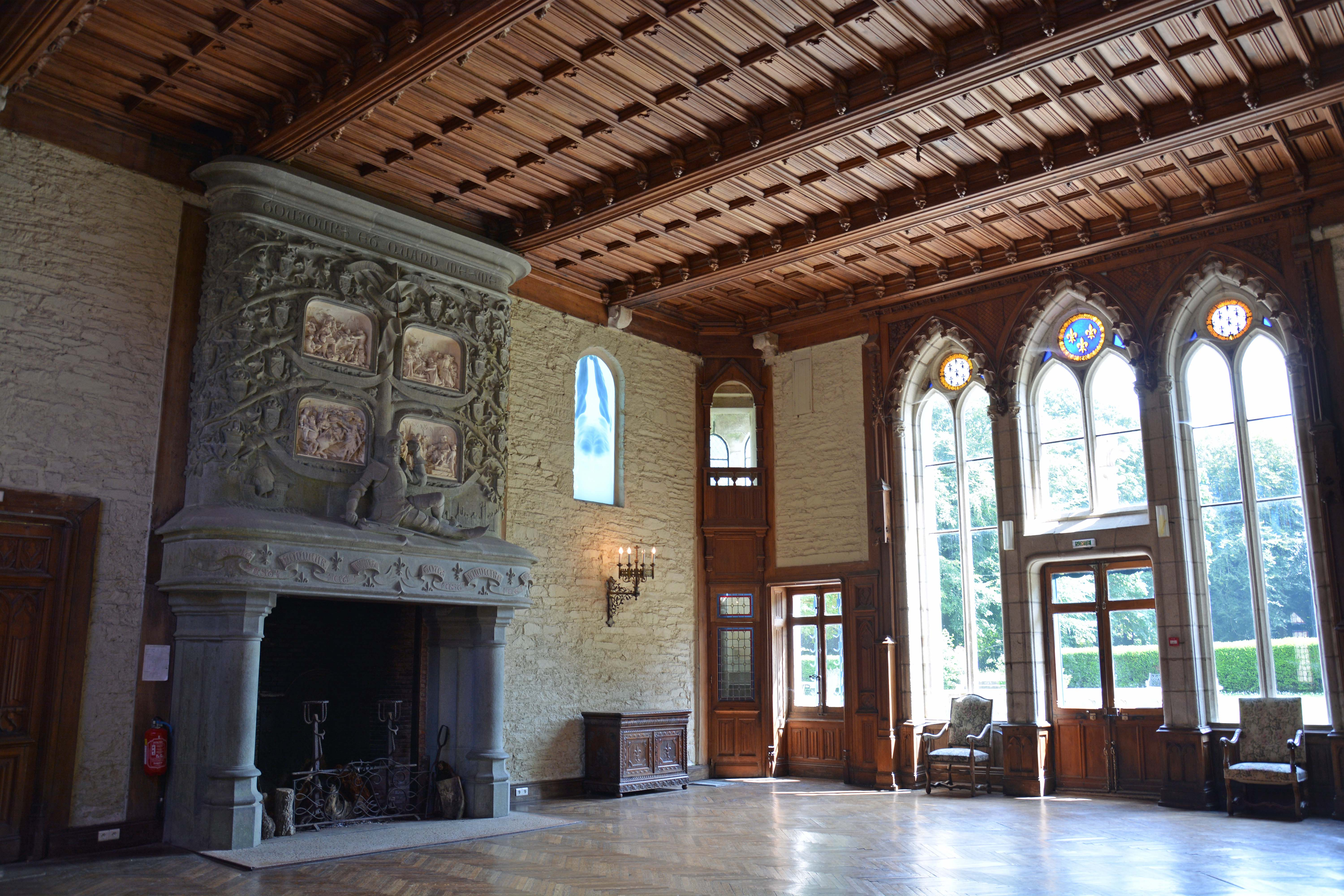
Ballsaal
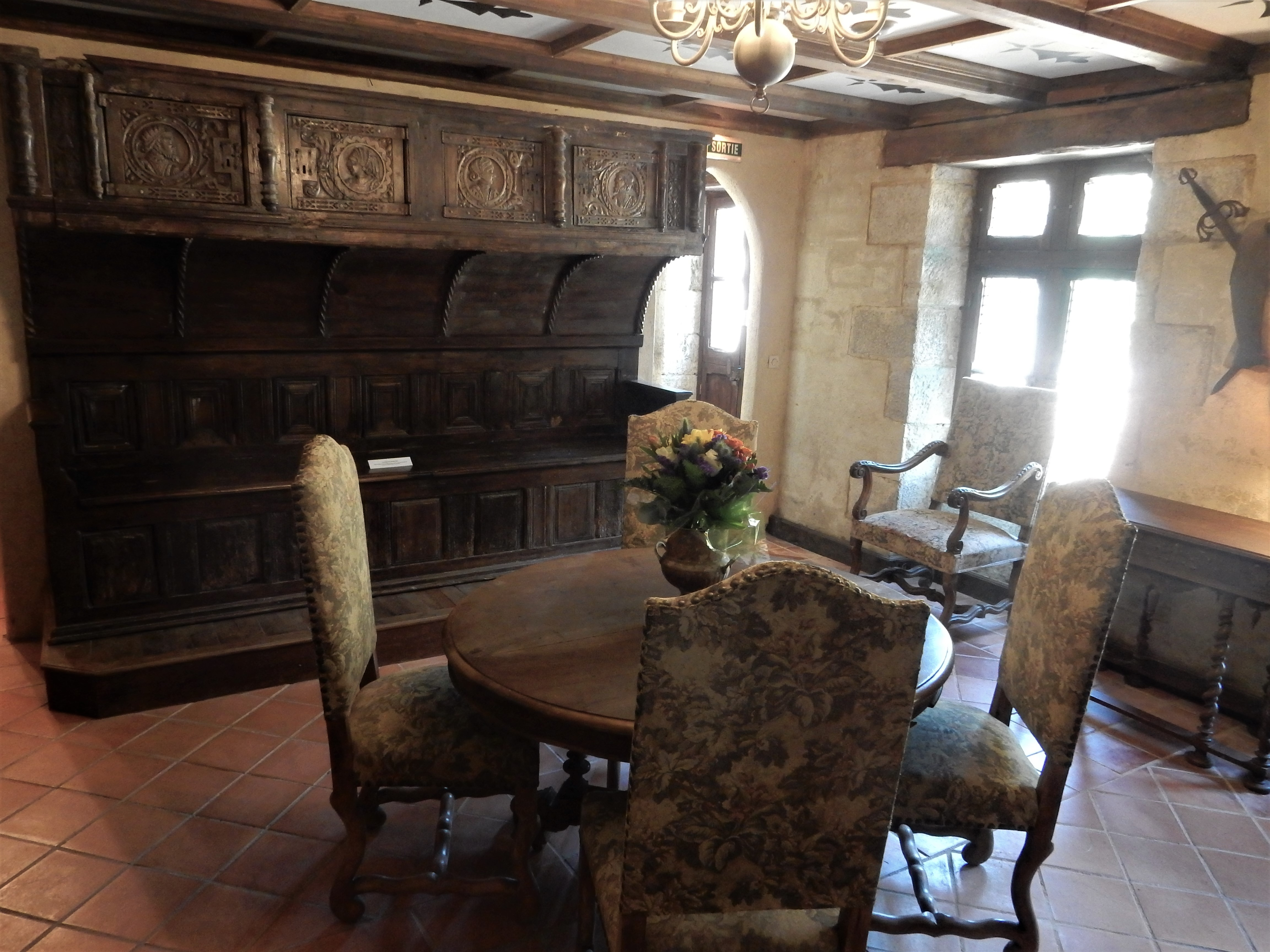
Rüstkammer
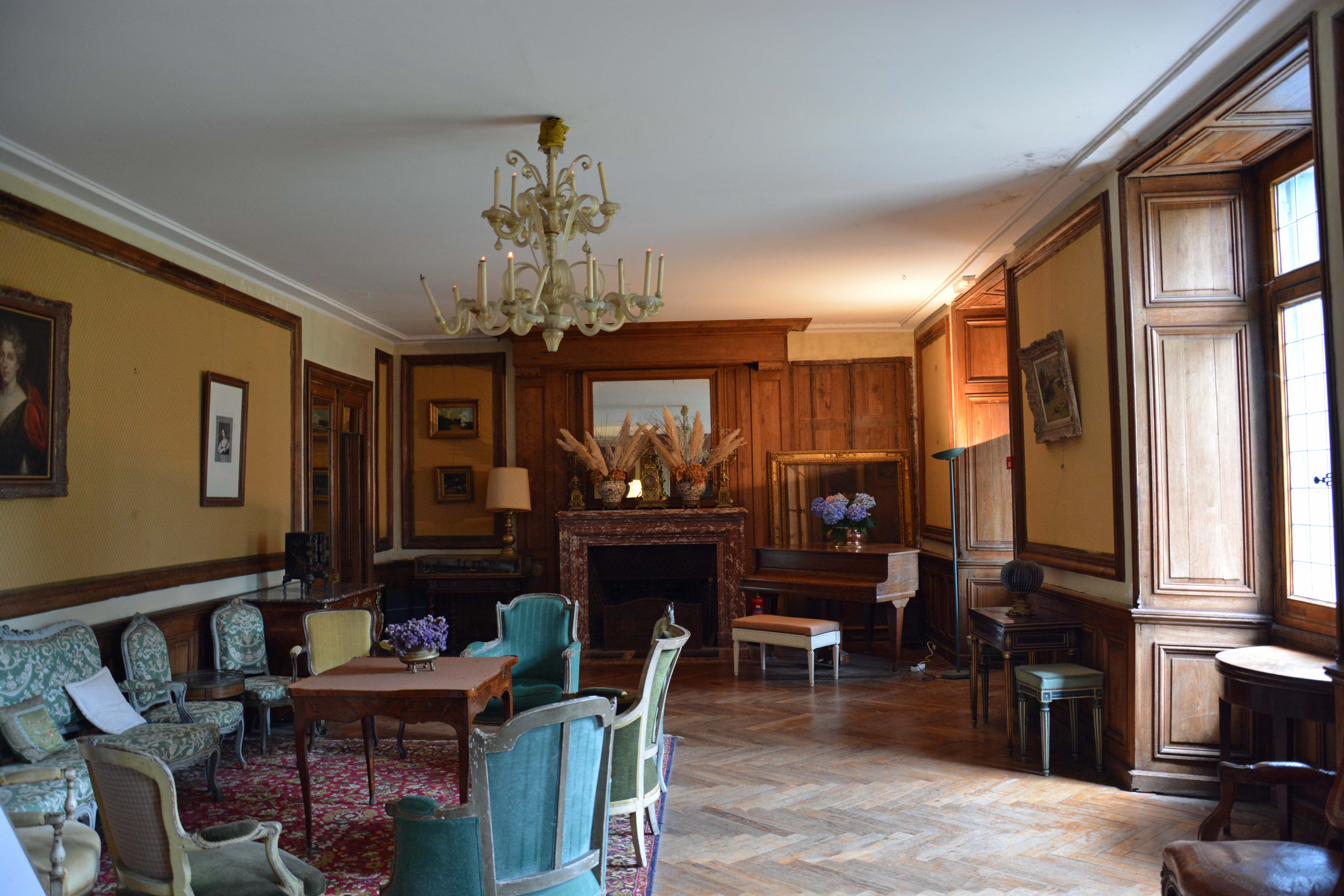
Lounge
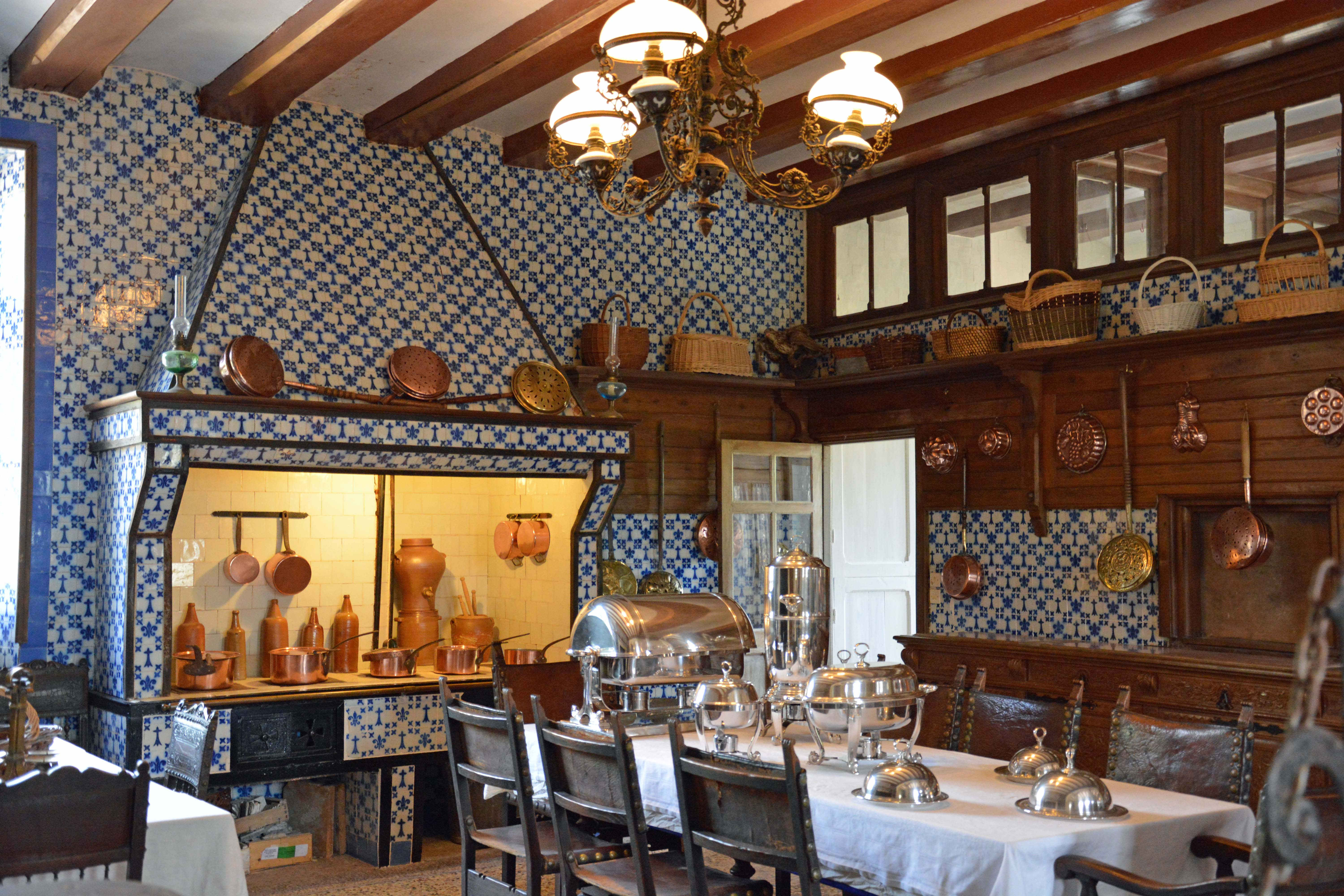
Küche
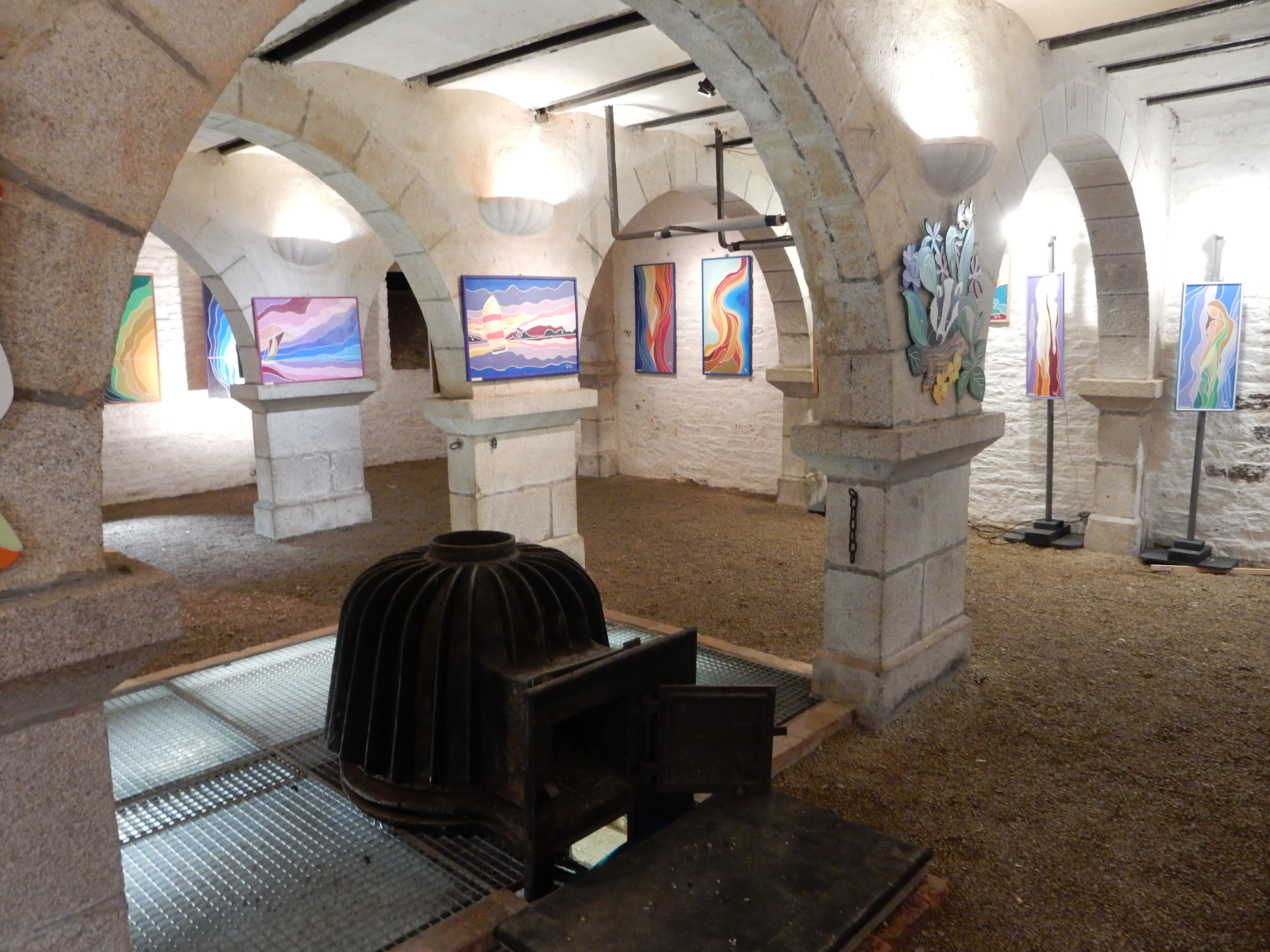
Krypta

## Heutige Nutzung
Das Erdgeschoss des Schlosses und der Park können im Sommer besichtigt werden. In der Krypta finden wechselnde Kunstausstellungen statt. Räume des Schlosses können für Empfänge u. ä. gemietet werden.